# Бойко, Олег Викторович
Олег Викторович Бойко (род. 28 сентября 1964, Москва) — российский предприниматель, международный инвестор, основатель и председатель наблюдательного совета инвестиционной группы Finstar Financial Group, продюсер.
Основанная им инвестиционная группа Finstar Financial Group включает активы в более чем 30 странах мира в сфере финансовых технологий, цифровых услуг и онлайн-кредитования. Среди непрофильных активов Бойко — «Рив Гош» и Ritzio International. Бойко — совладелец Fashion TV. Основатель Фонда поддержки паралимпийского спорта «Параспорт».
В рейтинге «88 российских миллиардеров» по версии Forbes в 2022 году занял 68-е место с состоянием 1300 млн долларов.

## Биография
Олег Бойко родился 28 сентября 1964 года в Москве.
В 1996 году Бойко получил травму позвоночника. На 2016 год передвигался с помощью электроскутера.

### Образование
Окончил среднюю школу физико-математического профиля. Обладатель чёрного пояса по карате.
В 1981 году поступил в Московский авиационный институт по специальности «радиоэлектроника». С 1982 года по 1986 год работал в вычислительном центре государственного университета имени М. В. Ломоносова. В 2006 году окончил РАНХиГС.

### Предпринимательская деятельность

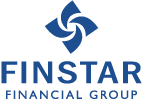
Логотип Finstar Financial Group

Свои первые деньги Бойко заработал ещё в школе, организовав секцию по карате.
В 1988 году основал кооператив по торговле ПЭВМ и разработке и реализации математических программ для ЭВМ.
В период с 1990 по 1993 годы создал сеть магазинов объединённых в ЗАО «Концерн „ОЛБИ“» («Олег Бойко Инвестмент») и сеть OLBI-Diplomat, торгующих по дебетовым валютным карточкам, и работал Председателем правления компании.
В начале 1994 года АООТ «ОЛБИ-Дипломат» (дочерняя структура концерна ОЛБИ) выпустила свои собственные акции. На руки выдавались не акции, а «Свидетельства о депонировании одной обыкновенной акции». При этом, дохода по ним не гарантировали, размер дивидендов должно было определять ежегодное собрание акционеров. В конце 1995 года у компании возникли проблемы, это было связано с проблемами в банке «Национальный кредит», которые возникли на фоне общего кризиса в банковской сфере. Собрания о решении выплаты дивидендов не проводились, выплаты по акциям были прекращены. Одновременно в офисах компании «ОЛБИ-Дипломат» и банка «Национальный кредит» был прекращен выкуп акций. В ноябре 2002 г. Арбитражный суд г. Москвы вынес решение о признании АООТ «Олби-Дипломат» банкротом.
Владел долей в ИД «Известия». С 1994 года входил в совет директоров ОРТ и наблюдательный совет Сбербанка. В 1990—1995 году был владельцем банка «Национальный кредит», который позже продал.
В 1996 году Бойко с партнёрами основал инвестиционную группу Finstar Financial Group. На 2024 год активы группы составляют порядка 2 млрд. долларов, офисы компании находятся в Сербии, ОАЭ и на Кипре. Среди наиболее значимых активов в разное время значились «Евразхолдинг», латвийский банк Baltic Trust Bank, международная развлекательная сеть Ritzio Entertainment Group и парфюмерно-косметическая сеть «Рив Гош».
В 1999 году вместе с Александром Абрамовым создал ОАО «Евразхолдинг» и до марта 2004 года был там председателем совета директоров. В 2004 году Бойко продал свою долю (25 %) за 600 млн долларов.
В 2002 году совместно с партнёрами Бойко создал Ritzio Entertainment Group на базе приобретённой доли в московской сети игровых салонов «Вулкан», а в 2006 году становится президентом компании. Под руководством Бойко и его партнеров Ritzio Entertainment превратился в крупнейший игорный холдинг Восточной Европы. Сегодня Ritzio Entertainment Group владеет игорными залами в Германии, Румынии и Хорватии.
В 2007 году Олег Бойко приобрёл контрольный пакет (75 %) акций парфюмерно-косметической сети «Рив Гош». Из 71 регионального филиала 48 были расположены в Санкт-Петербурге. За 5 лет сеть «Рив Гош» стала вторым по величине ритейлером на рынке парфюмерии и косметики и насчитывала 190 магазинов средней площадью 200—300 м², расположенных в 40 городах России. В 2012 году предприниматель продал 51 % акций Августу Мейеру и Дмитрию Костыгину. Участники рынка оценили сделку в сумму порядка 300 млн долларов.
В 2009—2010 годах Finstar Financial Group инвестировал в развлекательный сектор, а именно в лотерейный бизнес. В 2010 году ООО «Спортлото», конечный бенефициар которого — Олег Бойко, получило госконтракт на проведение двух тиражных и 10 бестиражных лотерей в поддержку Олимпийских и Паралимпийских зимних игр в Сочи в 2014 году. Позже Бойко продал принадлежавшего ему оператора «Спортлото» Сбербанку.
В 2014 году компания «Спортбет», обладающая букмекерской лицензией № 1 в России, сменила владельцев на группу европейских инвесторов, развивающих развлекательный сектор, в том числе и букмекерский. К началу 2014 года Бойко продал все лотерейные и букмекерские активы в России и за рубежом.
В 2012 году структуры Бойко инвестировали в латвийскую компанию 4finance и приобрели 75 %. Траст, подконтрольный семье Бойко, в начале 2015 года снизил свою долю в 4finance с 75 % до 49 %.
В 2015 году Finstar вложил 15 млн евро в финскую компанию Euroloan Group. В 2016 году Finstar совместно с Holtzbrinck Ventures инвестировали 31,5 млн евро в немецкую онлайн-платформу кредитования Spotcap, предоставляющую кредитные услуги малому и среднему бизнесу.
В апреле 2017 года Бойко заявил о намерении инвестировать в финтех-бизнесы и R&D направление портфельных компаний группы $150 млн в течение следующих 5 лет. Работать с финансовыми стартапами Finstar будет через дочернюю компанию FinstarLabs, которая является R&D-центром. В начале 2017 года офис FinstarLabs открылся в Берлине. В компанию уже вложено $30 млн.
Бойко занимался развитием финансово-инвестиционного направления бизнеса, преимущественно в области финансовых услуг и технологий.
В 2013 году Finstar также стал совладельцем компании Fashion TV, управляющей 13 одноимёнными локальными телеканалами в разных странах.
Бойко выступал продюсером фильма Город грехов 2: Женщина, ради которой стоит убивать и режиссёрского дебюта Скарлетт Йоханссон — фильма по роману Трумена Капоте «Летний круиз».

## Общественная деятельность
Бойко основал Фонд поддержки паралимпийского спорта «Параспорт». Руководит Комиссией по развитию паралимпийского движения России при Российском паралимпийском комитете. В 2022 году фонд стал официальным партнером российской команды на XIII Паралимпийских зимних играх в Пекине.
В 2014 году выступил ведущим и творческим директором ток-шоу «Герои нашего времени», которое снимали на XI зимних паралимпийских играх в Сочи. В центре сюжета — истории людей, которые несмотря на непреодолимые сложности добиваются успехов в спорте, политике, экономике, общественной деятельности, бизнесе и культуре. Это истории побед людей над обстоятельствами и стереотипами общества. Соведущими шоу стали известный российский тележурналист Александр Любимов и шоумен, резидент Comedy Club Вадим Галыгин. 1 октября 2015 года Олег Бойко вошёл в состав Комитета по развитию Международной спортивной федерации ампутантов и колясочников IWAS. Федерация IWAS является сооснователем Международного паралимпийского комитета и соучредителем паралимпийских игр. О данном назначении объявил президент спортивной федерации Пол де Пас в преддверии заседания Генеральной ассамблеи.
Во время пандемии COVID-19 в 2020 году Олег Бойко оказал помощь более 2000 спортсменам национальных сборных по 28 видам паралимпийского спорта из более чем 35 субъектов Российской Федерации. В этом же году Бойко принял участие в саммите филантропов Форбс 400.
На 2021 год являлся главой комитета по развитию паралимпийского движения при Паралимпийском комитете России.

## Инциденты
По информации сайта Gordonua.com, полученной со слов Владимира Попова и опубликованной в 2020 году, в студенческие годы Бойко сотрудничал с КГБ. Однако, в 2019 году Латвийский суд уже признал эту информацию недостоверной и порочащей репутацию персоны.
В 2019 году, по словам адвоката Олега Бойко Вадима Прохорова, бизнесмен обратился в суд, когда в интернете появился «минимум один анонимизированный сайт», зарегистрированный за пределами России, содержащий недостоверную информацию о предпринимателе. Суд признал, что 11 фрагментов, содержащихся на сайте, являются «не соответствующими действительности и порочащими».
Согласно словам юриста, после этого в поисковую систему Google отправили обращение с просьбой прекратить выдачу ссылки на этот сайт, ссылаясь на федеральный закон «Об информации, информационных технологиях и о защите информации», согласно которому поисковик обязан прекратить выдачу информации, являющейся недостоверной или неактуальной. Однако, результатов это не принесло.
В феврале 2021 Гагаринский суд Москвы отклонил иск Олега Бойко к поисковой системе Google. Суд признал, что Google.ru не может нести ответственность за информацию, размещенную в Интернете третьими лицами, а сам распространением информации не занимается. В иске Бойко требовал прекратить выдачу ссылок с недостоверной информацией. При этом в обосновании своих исковых требований Бойко указывал, что суд уже признал эту информацию не соответствующей действительности.
В августе Бойко подал жалобу на решение отклонить его иск во Второй кассационный суд. В результате в октябре решение отменили и отправили на новое рассмотрение. В декабре 2021 Олег Бойко через суд добился от Google удаления из поисковой выдачи сайта, где, как он утверждает, содержится недостоверная информация о нём. Позже Google подал апелляционную жалобу на это решение. Однако в августе 2022 года  Московский городской суд, после рассмотрения жалобы, признал обоснованным требование к Google LLC удалить из результатов поиска по фамилии и имени истца ссылки на сайты, признанные судом недостоверными.
19 апреля 2022 года Бойко внесён в санкционный список Канады «соратников российского режима» за его «соучастие в неоправданном вторжении России в Украину». 
В декабре 2022 года Бойко направил заявление о снятии ограничений в канадский МИД. Он не получил ответа, поэтому в августе 2023 года подал иск в Федеральный суд на МИД Канады, в котором говорилось, что он не ведет бизнес в Канаде, не связан с властными структурами и государственными органами России и не участвует в политических процессах. 10 ноября иск был удовлетворен, 15 ноября о снятии санкции было официально объявлено.
19 октября 2022 года попал в санкционный список Украины так как он «совершает коммерческую деятельность в секторах экономики, обеспечивающих существенный источник дохода для правительства России. По аналогичным основаниям находится под санкциями Австралии. На ноябрь 2023 года юристы Бойко работают над снятием санкций Австралии.

## Личное состояние
С 2005 года входит в рейтинг «100 богатейших бизнесменов России» по версии Forbes с местами с 31-го по 78-е (78-е в 2014 году) и состоянием 550—1500 млн долларов (1,35 млрд долларов в 2014 году). В феврале 2019 занимал 1561-е место в списке богатейших людей мира по версии Forbes с личным состоянием в 1400 млн долларов. На 2022 год состояние бизнесмена оценивается в 1300 миллионов долларов.

## Семья
Олег Бойко разведён, детей нет.
Отец — Бойко Виктор Денисович, генеральный директор НПО «Взлёт». Мать — Дочар Вера Павловна, старший научный сотрудник Института лекарственных растений РАН.